# Berry (Wisconsin)
Berry – miasto w Stanach Zjednoczonych, w stanie Wisconsin, w hrabstwie Dane.